# NATAS
NATAS ist eine Detroiter Hardcore-Rap Gruppe, bestehend aus Esham, Mastamind und TNT.

## Geschichte
Alle drei gingen auf dieselbe Schule (Osborn High School) und Esham war zu der Zeit schon eng mit TNT befreundet. 
Beide kamen dann in Kontakt mit Mastamind, der Esham Demo-Tapes gab und dieser zeigte sich beeindruckt und kam mit der Idee, ein Trio zu gründen. Daraufhin entstand NATAS im Jahre 1992. Der Bandname NATAS wird häufig als Satan rückwärts verstanden, doch eigentlich steht dies für Nation Ahead Time And Space.
Das Trio landete 1993 in den Schlagzeilen als ein Jugendlicher im US-Bundesstaat Tennessee durch Suizid starb und neben seiner Leiche das NATAS-Album Life After Death gefunden wurde.
Für einige Zeit, während Esham bei Psychopathic Records unter Vertrag war, existierte NATAS nicht mehr und auch gab es interne Streitigkeiten zwischen Mastamind und Esham. 2006 erschien N Of Tha World, auf dem Mastamind nur auf dem Titeltrack zu hören war – der Rest wurde von Esham und TNT aufgenommen. Mitte 2007 traten Esham und Mastamind bei einer Live-Show gemeinsam auf. 

## Diskografie
- 1992: Life After Death
- 1994: Blaz4me
- 1995: Doubelievengod
- 1997: Multikillionaire: The Devil's Contract
- 1999: Wicket World Wide
- 2002: Godlike
- 2006: N Of Tha World
- 2014: Fuqerrbdy